# فهرست پرچم‌های مردمان ایرانی‌تبار
در اینجا فهرستی از پرچم‌هایی که توسط مردمان ایرانی‌تبار استفاده می‌شوند، ارائه شده است.

## تاریخی

### پیش از اسلام
| پرچم | دوره                | استفاده               | توصیف        |
| ---- | ------------------- | --------------------- | ------------ |
|      | ۵۵۰–۳۳۰ ق. م        | پرچم هخامنشیان        | درفش شهباز   |
|      | ۳۰۰ ق. م – ۶۵۱ ب. م | پرچم پادشاهی ساسانیان | درفش کاویانی |

### پس از اسلام
| پرچم | دوره      | استفاده              | توصیف        |
| ---- | --------- | -------------------- | ------------ |
|      | ۷۹۹–۱۶۰۷  | نماد شروان‌شاهان      |              |
|      | ۱۱۷۱–۱۲۶۰ | پرچم ایوبیان ایوبیان |              |
|      | ۱۵۷۶–۱۶۶۶ | پرچم صفویان          | شیر و خورشید |
|      | ۱۷۰۹–۱۷۳۸ | پرچم هوتکیان         |              |
|      | ۱۷۴۷–۱۸۲۶ | پرچم امپراتوری درانی |              |
|      | ۱۷۵۰–۱۷۹۶ | پرچم زندیان          |              |

## معاصر
| پرچم | دوره                        | استفاده                                | توصیف                         |
| ---- | --------------------------- | -------------------------------------- | ----------------------------- |
|      | از ۲۹ ژوئیه ۱۹۸۰            | پرچم جمهوری اسلامی ایران               |                               |
|      | پیش از ۱۹۷۹                 | پرچم پادشاهی ایران                     | با شیر و خورشید در میانه پرچم |
|      | ۲۰۱۳–۲۰۲۱                   | پرچم افغانستان                         |                               |
|      | از ۱۹۲۷                     | پرچم اقلیم کردستان                     |                               |
|      | از ۲۶ نوامبر ۱۹۹۰           | پرچم اوستیای شمالی                     |                               |
|      | از ۲۶ نوامبر ۱۹۹۰           | پرچم اوستیای جنوبی                     |                               |
|      | ۲۰ مارس ۱۹۵۳–۲۴ نوامبر ۱۹۹۲ | پرچم جمهوری شوروی سوسیالیستی تاجیکستان |                               |
|      | از ۲۴ نوامبر ۱۹۹۲           | پرچم تاجیکستان                         |                               |
|      | از ۲۰۱۲                     | پرچم روژاوا                            |                               |
|      | ژوئن - اوت ۱۹۹۳             | پرچم جمهوری خودگردان تالش-مغان         |                               |